# Conferenza Episcopale Italiana
La Conferenza Episcopale Italiana, in sigla CEI, è l'assemblea permanente dei vescovi italiani della Chiesa cattolica. Dal 24 maggio 2022 è presieduta dal cardinale Matteo Maria Zuppi, arcivescovo metropolita di Bologna.

## Funzioni
La CEI nasce a Firenze l'8 gennaio 1952 sotto forma di assemblea dei presidenti delle conferenze episcopali delle regioni conciliari italiane.
A differenza delle conferenze episcopali degli altri Paesi, quella italiana è l'unica il cui presidente non viene eletto dai membri ma è nominato personalmente dal papa in qualità di primate d'Italia sulla base di una terna presentata dall'assemblea.
Le Conferenze episcopali nazionali furono organi fortemente voluti dal cardinale Giuseppe Siri, arcivescovo di Genova per quaranta anni, uno dei massimi esperti di tomismo a livello mondiale. Lo stesso Siri fu uno dei primi presidenti di tale organo, in carica dal 12 ottobre 1959 al 1965.
È un organismo che assume rilievo particolare nei rapporti tra lo Stato italiano e la Chiesa cattolica, ovvero nei rapporti tra politici membri delle istituzioni italiane e vescovi cattolici italiani.
La CEI opera come una persona giuridica (pubblica) avente sede in Roma i cui membri di diritto sono gli arcivescovi e i vescovi, di qualsiasi rito, delle diocesi e delle altre chiese cattoliche particolari italiane, i vescovi coadiutori e ausiliari nonché i vescovi titolari che dal Vaticano o dalla stessa CEI hanno ricevuto uno speciale ufficio stabile a livello nazionale.
La CEI è articolata in conferenze episcopali regionali che dipendono da quella nazionale, e fa parte del Consiglio delle conferenze dei vescovi d'Europa. Suoi compiti specifici sono:
- studiare i problemi che interessano la vita della Chiesa cattolica in Italia;
- dare orientamento nel campo dottrinale e pastorale;
- mantenere i rapporti con le pubbliche autorità dello Stato italiano.

Per quanto riguarda il terzo punto, è interessante notare che il concordato tra Italia e Vaticano ha affidato alla CEI il compito di gestire direttamente i termini dell'accordo (v. ad esempio l'art. 13, n. 2); poiché l'attuazione di numerose norme è rinviata a intese successive tra le parti, è previsto che i rapporti relativi si instaurino tra autorità governative e Conferenza episcopale (anziché, come un tempo, direttamente con il Vaticano), a conferma dell'importanza data a questo organismo particolare di governo ecclesiastico.
La CEI gestisce i fondi dell'otto per mille destinati alla Chiesa cattolica dai contribuenti.
Il territorio di competenza comprende la Repubblica Italiana e la Repubblica di San Marino. È editore di TV2000, un'emittente televisiva autonoma, e di InBlu, network di radio. La CEI collabora inoltre con la Rai per la realizzazione del programma televisivo A Sua immagine e con Mediaset per la realizzazione del programma televisivo Le frontiere dello spirito.

## Consiglio episcopale permanente

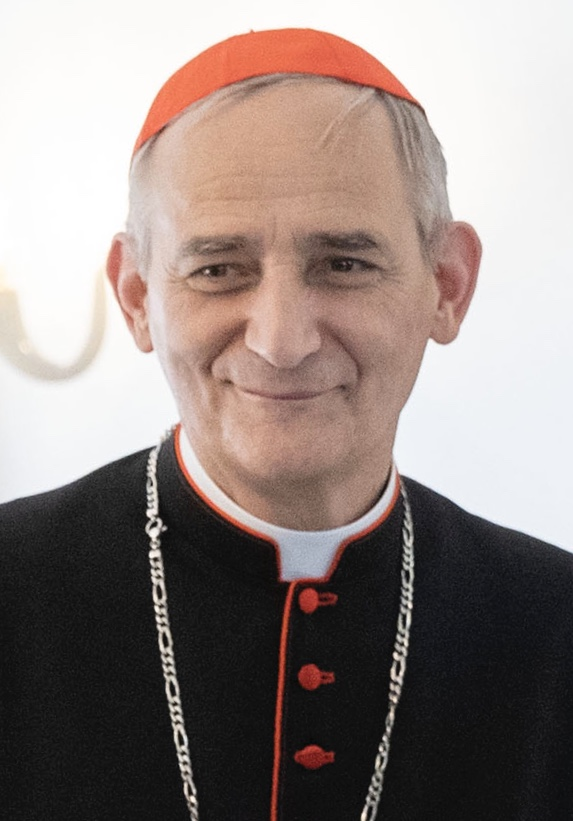
Il cardinale Matteo Maria Zuppi, presidente della Conferenza Episcopale Italiana

### Presidenza
- Presidente: cardinale Matteo Maria Zuppi, arcivescovo metropolita di Bologna.
- Vicepresidente per l'Italia settentrionale: Erio Castellucci, arcivescovo metropolita-abate di Modena-Nonantola e vescovo di Carpi.
- Vicepresidente per l'Italia centrale: Gianpiero Palmieri, arcivescovo-vescovo di Ascoli Piceno e di San Benedetto del Tronto-Ripatransone-Montalto.
- Vicepresidente per l'Italia meridionale: Francesco Savino, vescovo di Cassano all'Jonio.

### Segreteria
- Segretario generale: Giuseppe Baturi, arcivescovo metropolita di Cagliari.
- Sottosegretari: 
  - mons. Valentino Bulgarelli, presbitero dell'arcidiocesi di Bologna,
  - don Michele Gianola, presbitero della diocesi di Como,
  - don Gianluca Marchetti, presbitero della diocesi di Bergamo.
- Economo: Claudio Francesconi, presbitero dell'arcidiocesi di Lucca.

### Membri

#### Presidenti delle conferenze episcopali regionali
- Abruzzo-Molise: Camillo Cibotti, vescovo di Isernia-Venafro e di Trivento.
- Basilicata: Davide Carbonaro, arcivescovo metropolita di Potenza-Muro Lucano-Marsico Nuovo.
- Calabria: Fortunato Morrone, arcivescovo metropolita di Reggio Calabria-Bova.
- Campania: Antonio Di Donna, vescovo di Acerra.
- Emilia-Romagna: Giacomo Morandi, arcivescovo-vescovo di Reggio Emilia-Guastalla.
- Lazio: cardinale Baldassare Reina, vicario generale per la diocesi di Roma.
- Liguria: Marco Tasca, arcivescovo metropolita di Genova.
- Lombardia: Mario Delpini, arcivescovo metropolita di Milano.
- Marche: Nazzareno Marconi, vescovo di Macerata.
- Piemonte: Franco Lovignana, vescovo di Aosta.
- Puglia: Giuseppe Satriano, arcivescovo metropolita di Bari-Bitonto.
- Sardegna: Antonio Mura, vescovo di Nuoro e di Lanusei.
- Sicilia: Antonino Raspanti, vescovo di Acireale.
- Toscana: cardinale Augusto Paolo Lojudice, arcivescovo metropolita di Siena-Colle di Val d'Elsa-Montalcino e vescovo di Montepulciano-Chiusi-Pienza.
- Triveneto: Francesco Moraglia, patriarca di Venezia.
- Umbria: Renato Boccardo, arcivescovo di Spoleto-Norcia.

#### Presidenti delle commissioni episcopali
- Dottrina della fede, l'annuncio e la catechesi: Franco Giulio Brambilla, vescovo di Novara.
- Liturgia: Gianmarco Busca, vescovo di Mantova.
- Servizio della carità e della salute: Carlo Roberto Maria Redaelli, arcivescovo metropolita di Gorizia.
- Clero e vita consacrata: Stefano Manetti, vescovo di Fiesole.
- Laicato: Angelo Spinillo, vescovo di Aversa.
- Famiglia, giovani e vita: Paolo Giulietti, arcivescovo di Lucca.
- Evangelizzazione dei popoli e cooperazione tra le Chiese: Michele Autuoro, vescovo ausiliare di Napoli.
- Ecumenismo e dialogo: Derio Olivero, vescovo di Pinerolo.
- Educazione cattolica, scuola e università: Claudio Giuliodori, assistente ecclesiastico generale dell'Università Cattolica del Sacro Cuore e dell'Azione Cattolica Italiana.
- Problemi sociali e lavoro, giustizia e pace: Luigi Renna, arcivescovo metropolita di Catania.
- Cultura e comunicazioni sociali: Domenico Pompili, vescovo di Verona.
- Migrazioni: Gian Carlo Perego, arcivescovo di Ferrara-Comacchio.

## Organismi

### Commissioni episcopali

#### Dottrina della fede, l'annuncio e la catechesi
- Franco Giulio Brambilla, vescovo di Novara (presidente)
- Cristiano Bodo, vescovo di Saluzzo (segretario)
- Andrea Bellandi, arcivescovo di Salerno-Campagna-Acerno
- Rosario Gisana, vescovo di Piazza Armerina
- Giovanni Intini, arcivescovo di Brindisi-Ostuni
- Claudio Maniago, arcivescovo di Catanzaro-Squillace
- Andrea Migliavacca, vescovo di Arezzo-Cortona-Sansepolcro
- Orazio Francesco Piazza, vescovo di Viterbo
- Ignazio Sanna, arcivescovo emerito di Oristano
- Angelo Spina, arcivescovo di Ancona-Osimo

#### Liturgia
- Gianmarco Busca, vescovo di Mantova (presidente)
- Cesare Di Pietro, vescovo ausiliare di Messina-Lipari-Santa Lucia del Mela (segretario)
- Andrea Andreozzi, vescovo di Fano-Fossombrone-Cagli-Pergola
- Antonio Giuseppe Caiazzo, arcivescovo, titolo personale, di Cesena-Sarsina
- Antonio Luca Fallica, abate ordinario di Montecassino
- Salvatore Pappalardo, arcivescovo emerito di Siracusa
- Gianni Sacchi, vescovo di Casale Monferrato
- Ovidio Vezzoli, vescovo di Fidenza

#### Servizio della carità e della salute
- Carlo Roberto Maria Redaelli, arcivescovo metropolita di Gorizia (presidente)
- Calogero Peri, vescovo di Caltagirone (segretario)
- Giovanni Accolla, arcivescovo di Messina-Lipari-Santa Lucia del Mela
- Riccardo Lamba, arcivescovo metropolita di Udine
- Paolo Ricciardi, vescovo di Jesi
- Francesco Antonio Soddu, vescovo di Terni-Narni-Amelia
- Enrico Solmi, vescovo di Parma
- Benedetto Tuzia, vescovo emerito di Orvieto-Todi

#### Clero e vita consacrata
- Stefano Manetti, vescovo di Fiesole (presidente)
- Leonardo D'Ascenzo, arcivescovo di Trani-Barletta-Bisceglie (segretario)
- Rodolfo Cetoloni, vescovo emerito di Grosseto
- Piero Delbosco, vescovo di Cuneo-Fossano
- Luigi Mansi, vescovo di Andria
- Mauro Maria Morfino, vescovo di Alghero-Bosa
- Luigi Ernesto Palletti, vescovo della Spezia-Sarzana-Brugnato
- Vincenzo Pisanello, vescovo di Oria

#### Laicato
- Angelo Spinillo, vescovo di Aversa (presidente)
- Fausto Tardelli, vescovo di Pistoia e di Pescia (segretario)
- Domenico Battaglia, cardinale, arcivescovo di Napoli
- Antonio D'Angelo, arcivescovo dell'Aquila
- Francesco Manenti, vescovo di Senigallia
- Carlo Mazza, vescovo emerito di Fidenza
- Luca Raimondi, vescovo ausiliare di Milano
- Pierantonio Tremolada, vescovo di Brescia

#### Famiglia, giovani e vita
- Paolo Giulietti, arcivescovo di Lucca (presidente)
- Nicolò Anselmi, vescovo di Rimini (segretario)
- Claudio Cipolla, vescovo di Padova
- Alessandro Damiano, arcivescovo di Agrigento
- Michele Fusco, vescovo di Sulmona-Valva
- Maurizio Gervasoni, vescovo di Vigevano
- Mario Meini, vescovo emerito di Fiesole
- Antonio Napolioni, vescovo di Cremona

#### Evangelizzazione dei popoli e cooperazione tra le Chiese
- Michele Autuoro, vescovo ausiliare di Napoli (presidente)
- Giuseppe Pellegrini, vescovo di Concordia-Pordenone (segretario)
- Felice Accrocca, arcivescovo di Benevento
- Alfonso Badini Confalonieri, vescovo emerito di Susa
- Livio Corazza, vescovo di Forlì-Bertinoro
- Franco Moscone, arcivescovo di Manfredonia-Vieste-San Giovanni Rotondo
- Francesco Oliva, vescovo di Locri-Gerace
- Giuseppe Vegezzi, vescovo ausiliare di Milano

#### Ecumenismo e dialogo
- Derio Olivero, vescovo di Pinerolo (presidente)
- Maurizio Malvestiti, vescovo di Lodi (segretario)
- Francesco Giovanni Brugnaro, arcivescovo emerito di Camerino-San Severino Marche
- Gaetano Castello, vescovo ausiliare di Napoli
- Ivo Muser, vescovo di Bolzano-Bressanone
- Donato Oliverio, eparca di Lungro
- Luciano Paolucci Bedini, vescovo di Gubbio e di Città di Castello
- Gian Franco Saba, ordinario militare per l'Italia

#### Educazione cattolica, scuola e università
- Claudio Giuliodori, assistente ecclesiastico generale dell'Università Cattolica del Sacro Cuore e dell'Azione Cattolica Italiana (presidente)
- vacante (segretario)
- Daniele Gianotti, vescovo di Crema
- Giuseppe Giudice, vescovo di Nocera Inferiore-Sarno
- Lorenzo Leuzzi, vescovo di Teramo-Atri
- Renato Marangoni, vescovo di Belluno-Feltre
- Pier Giorgio Micchiardi, vescovo emerito di Acqui
- Angelo Raffaele Panzetta, arcivescovo di Lecce
- Stefano Rega, vescovo di San Marco Argentano-Scalea
- Roberto Repole, cardinale, arcivescovo di Torino e vescovo di Susa

#### Problemi sociali e lavoro, giustizia e pace
- Luigi Renna, arcivescovo di Catania (presidente)
- Michele Tomasi, vescovo di Treviso (segretario)
- Francesco Alfano, arcivescovo di Sorrento-Castellammare di Stabia
- Marco Arnolfo, arcivescovo di Vercelli
- Guerino Di Tora, già vescovo ausiliare di Roma
- Alessandro Giraudo, vescovo ausiliare di Torino
- Pietro Lagnese, vescovo di Caserta e arcivescovo di Capua
- Giuseppe Marciante, vescovo di Cefalù
- Gianrico Ruzza, vescovo di Civitavecchia-Tarquinia e di Porto-Santa Rufina
- Mario Toso, vescovo di Faenza-Modigliana

#### Cultura e comunicazioni sociali
- Domenico Pompili, vescovo di Verona (presidente)
- Domenico Beneventi, vescovo di San Marino-Montefeltro (segretario)
- Francesco Cacucci, arcivescovo emerito di Bari-Bitonto
- Adriano Cevolotto, vescovo di Piacenza-Bobbio
- Giampio Devasini, vescovo di Chiavari
- Giuseppe Favale, vescovo di Conversano-Monopoli
- Giovanni Mosciatti, vescovo di Imola
- Corrado Sanguineti, vescovo di Pavia
- Lauro Tisi, arcivescovo di Trento
- Tommaso Valentinetti, arcivescovo di Pescara-Penne

#### Migrazioni
- Gian Carlo Perego, arcivescovo di Ferrara-Comacchio (presidente)
- Benoni Ambăruş, arcivescovo di Matera-Irsina e vescovo di Tricarico (segretario)
- Franco Agnesi, vescovo ausiliare di Milano
- Franco Agostinelli, vescovo emerito di Prato
- Giovanni Checchinato, arcivescovo di Cosenza-Bisignano
- Corrado Lorefice, arcivescovo di Palermo
- Calogero Marino, vescovo di Savona-Noli
- Marco Prastaro, vescovo di Asti

### Consiglio per gli affari giuridici
- Andrea Migliavacca, vescovo di Arezzo-Cortona-Sansepolcro (presidente)
- Gianluca Marchetti, presbitero della diocesi di Bergamo (segretario)
- Guglielmo Giombanco, vescovo di Patti
- Franco Lovignana, vescovo di Aosta
- Egidio Miragoli, vescovo di Mondovì
- Pierantonio Pavanello, vescovo di Adria-Rovigo

### Consiglio per gli affari economici
- Cardinale Matteo Maria Zuppi, arcivescovo metropolita di Bologna (presidente)
- Claudio Francesconi, presbitero dell'arcidiocesi di Lucca (segretario)
- Simone Giusti, vescovo di Livorno
- Mauro Parmeggiani, vescovo di Tivoli e di Palestrina
- Rocco Pennacchio, arcivescovo metropolita di Fermo
- Luigi Testore, vescovo di Acqui

### Collegio dei revisori dei conti
- Tommaso Caputo, arcivescovo-prelato di Pompei (presidente)
- Carlo Ciattini, vescovo di Massa Marittima-Piombino
- Lelio Fornabaio

### Commissione mista vescovi - religiosi - istituti secolari
- Stefano Manetti, vescovo di Fiesole (presidente)
- Mauro Maria Morfino, vescovo di Alghero-Bosa
- Luigi Ernesto Palletti, vescovo della Spezia-Sarzana-Brugnato
- Vincenzo Pisanello, vescovo di Oria
- Luigi Gaetani, presidente della CISM
- Claudio Massimiliano Papa, vicepresidente della CISM
- Luigi Sabbarese, consigliere della CISM
- Maria Micaela Monetti, presidente dell'USMI
- Mabel Spagnuolo, vicepresidente dell'USMI
- Maria Carmela Tascone, presidente della CIIS

### Fondazione di religione "Santi Francesco d'Assisi e Caterina da Siena"
- Giuseppe Baturi, arcivescovo metropolita di Cagliari e segretario generale della CEI (presidente)
- Claudio Francesconi, presbitero dell'arcidiocesi di Lucca (segretario e consigliere delegato)
- Carlo Ciattini, vescovo di Massa Marittima-Piombino
- Maurizio Gervasoni, vescovo di Vigevano
- Andrea Migliavacca, vescovo di Arezzo-Cortona-Sansepolcro

### Altri organismi
Commissione presbiterale italiana
- Stefano Manetti vescovo di Fiesole e presidente Commissione episcopale per il clero e la vita consacrata della CEI (presidente).[3]
- Federico Badiali, presbitero dell'arcidiocesi di Bologna (segretario)

Consulta ecclesiale degli organismi socio-assistenziali
- Carlo Roberto Maria Redaelli, arcivescovo di Gorizia (presidente)
- Marco Pagniello, presbitero dell'arcidiocesi di Pescara-Penne, direttore della Caritas Italiana (segretario)

Centro Universitario Cattolico
- Giuseppe Baturi, arcivescovo metropolita di Cagliari e segretario generale della CEI (presidente)
- Ernesto Diaco, direttore dell'ufficio nazionale per l'educazione, la scuola e l'università (direttore)
- Dionisio Candido, presbitero dell'arcidiocesi di Siracusa (consulente ecclesiastico)

Comitato per gli studi superiori di teologia e di scienze religiose
- Daniele Gianotti, vescovo di Crema (presidente)

Comitato per i congressi eucaristici nazionali
- Gualtiero Sigismondi, vescovo di Orvieto-Todi (presidente)
- Antonio Di Leo, presbitero dell'arcidiocesi di Matera-Irsina (segretario)

Comitato per gli interventi caritativi per lo sviluppo dei popoli
- Rocco Pennacchio, arcivescovo di Fermo (presidente)

Consiglio nazionale della scuola cattolica
- Claudio Giuliodori, assistente ecclesiastico generale dell'Università Cattolica del Sacro Cuore e dell'Azione Cattolica Italiana (presidente)

Comitato per la promozione del sostegno economico alla Chiesa cattolica
- Ivan Maffeis, arcivescovo di Perugia-Città della Pieve (presidente)
- Maria Grazia Bambino (segretaria)

Comitato per la valutazione dei progetti di intervento a favore dei beni culturali ecclesiastici e dell'edilizia di culto
- Franco Lovignana, vescovo di Aosta (presidente)
- Luca Franceschini, presbitero della diocesi di Massa Carrara-Pontremoli, direttore dell'Ufficio Nazionale per i beni culturali ecclesiastici e l'edilizia di culto (vice-presidente)

Fondazione Migrantes
- Gian Carlo Perego, arcivescovo di Ferrara-Comacchio (presidente)
- Pierpaolo Felicolo, presbitero della diocesi di Roma (direttore generale)

Fondazione "Comunicazione e cultura"
- Piero Coccia, arcivescovo emerito di Pesaro (presidente)
- Valentino Bulgarelli, presbitero dell'arcidiocesi di Bologna (vicepresidente)
- Vincenzo Corrado, direttore dell'Ufficio nazionale per le comunicazioni sociali (segretario)

Fondazione "Missio"
- Francesco Oliva, vescovo di Locri-Gerace (presidente)
- Giuseppe Pizzoli, presbitero della diocesi di Verona (direttore generale)
- Sergio Gamberoni, presbitero della diocesi di Bergamo (direttore del CUM)

## Cronotassi

### Presidenti
- Cardinale Alfredo Ildefonso Schuster, O.S.B., arcivescovo metropolita di Milano † (8 gennaio 1952) (presidente della riunione della Conferenza dei presidenti delle regioni conciliari d'Italia)
- Cardinale Adeodato Piazza, vescovo di Sabina e Poggio Mirteto e segretario della Sacra Congregazione concistoriale † (6 novembre 1953) (presidente della riunione della Conferenza dei presidenti delle regioni conciliari d'Italia)
- Cardinale Maurilio Fossati, O.Ss.G.C.N., arcivescovo metropolita di Torino † (3 novembre 1954) (presidente della riunione del comitato direttivo)

- Cardinale Giuseppe Siri, arcivescovo metropolita di Genova † (12 ottobre 1959 - 31 agosto 1965 dimesso)
  - Cardinale Luigi Traglia, pro-vicario generale per la diocesi di Roma † (12 agosto 1964 - 31 agosto 1965) (pro-presidente)
- Comitato con presidenza collettiva temporanea (1º settembre 1965 - 1º febbraio 1966)
  - Cardinale Giovanni Colombo, arcivescovo metropolita di Milano †
  - Cardinale Ermenegildo Florit, arcivescovo metropolita di Firenze †
  - Cardinale Giovanni Urbani, patriarca di Venezia †
- Cardinale Giovanni Urbani, patriarca di Venezia † (2 febbraio 1966 - 17 settembre 1969 deceduto)
- Cardinale Antonio Poma, arcivescovo metropolita di Bologna † (4 ottobre 1969 - 18 maggio 1979 cessato)
- Cardinale Anastasio Alberto Ballestrero, arcivescovo metropolita di Torino † (18 maggio 1979 - 3 luglio 1985 cessato)
- Cardinale Ugo Poletti, vicario generale per la diocesi di Roma † (3 luglio 1985 - 17 gennaio 1991 cessato)
  - Cardinale Salvatore Pappalardo, arcivescovo metropolita di Palermo † (17 gennaio - 7 marzo 1991) (pro-presidente)[4]
- Cardinale Camillo Ruini, vicario generale per la diocesi di Roma (7 marzo 1991 - 7 marzo 2007 cessato)
- Cardinale Angelo Bagnasco, arcivescovo metropolita di Genova (7 marzo 2007 - 24 maggio 2017 cessato)
- Cardinale Gualtiero Bassetti, arcivescovo metropolita di Perugia-Città della Pieve (24 maggio 2017 - 24 maggio 2022 cessato)
  - Vescovo Mario Meini, vescovo di Fiesole (novembre - dicembre 2020) (pro-presidente)[5]
- Cardinale Matteo Maria Zuppi, arcivescovo metropolita di Bologna, dal 24 maggio 2022

### Vicepresidenti
- Arcivescovo Enrico Nicodemo † (22 giugno 1966 - 13 giugno 1972 nominato vicepresidente per l'Italia meridionale)

#### Vicepresidenti per l'Italia settentrionale
- Cardinale Albino Luciani † (13 giugno 1972 - 5 giugno 1975 cessato)
- Vescovo Giuseppe Carraro † (5 giugno 1975 - 25 maggio 1978 cessato)
- Arcivescovo Anastasio Alberto Ballestrero † (25 maggio 1978 - 18 maggio 1979 nominato presidente)
- Cardinale Marco Cé † (5 luglio 1979 - 15 maggio 1990 cessato)
- Cardinale Giovanni Saldarini † (15 maggio 1990 - 25 maggio 1995 cessato)
- Cardinale Dionigi Tettamanzi † (25 maggio 1995 - 23 maggio 2000 cessato)
- Vescovo Renato Corti † (23 maggio 2000 - 30 maggio 2005 cessato)
- Vescovo Luciano Monari (30 maggio 2005 - 25 maggio 2010 cessato)
- Arcivescovo Cesare Nosiglia (25 maggio 2010 - 21 maggio 2015 cessato)
- Vescovo Franco Giulio Brambilla (21 maggio 2015 - 25 maggio 2021 cessato)
- Arcivescovo Erio Castellucci, dal 25 maggio 2021

#### Vicepresidenti per l'Italia centrale
- Arcivescovo Mario Jsmaele Castellano † (13 giugno 1972 - 25 maggio 1978 cessato)
- Arcivescovo Giuseppe Bonfiglioli † (25 maggio 1978 - 21 maggio 1981 cessato)
- Arcivescovo Vincenzo Fagiolo † (21 maggio 1981 - 11 maggio 1984 cessato)
- Arcivescovo Mario Jsmaele Castellano † (11 maggio 1984 - 15 maggio 1990 cessato) (per la seconda volta)
- Cardinale Silvano Piovanelli † (15 maggio 1990 - 23 maggio 1995 cessato)
- Vescovo Alberto Ablondi † (23 maggio 1995 - 23 maggio 2000 cessato)
- Arcivescovo Alessandro Plotti † (23 maggio 2000 - 30 maggio 2005 cessato)
- Arcivescovo Giuseppe Chiaretti † (30 maggio 2005 - 4 ottobre 2009 cessato)
- Cardinale Gualtiero Bassetti (10 novembre 2009 - 11 novembre 2014 cessato)
- Vescovo Mario Meini (11 novembre 2014 - 25 maggio 2021 cessato)
- Arcivescovo Giuseppe Baturi (25 maggio 2021 - 5 luglio 2022 nominato segretario generale)
- Arcivescovo Gianpiero Palmieri, dal 23 maggio 2023

#### Vicepresidenti per l'Italia meridionale
- Arcivescovo Enrico Nicodemo † (13 giugno 1972 - 27 agosto 1973 deceduto)
- Arcivescovo Guglielmo Motolese † (8 gennaio 1974 - 21 maggio 1981 cessato)
- Cardinale Salvatore Pappalardo † (21 maggio 1981 - 12 maggio 1992 cessato)
- Arcivescovo Giuseppe Agostino † (12 maggio 1992 - 20 maggio 1997 cessato)
- Arcivescovo Giuseppe Costanzo (20 maggio 1997 - 22 maggio 2002 cessato)
- Arcivescovo Benigno Luigi Papa † (22 maggio 2002 - 22 maggio 2007 cessato)
- Arcivescovo Agostino Superbo (22 maggio 2007 - 22 maggio 2012 cessato)
- Vescovo Angelo Spinillo (22 maggio 2012 - 24 maggio 2017 cessato)
- Vescovo Antonino Raspanti (24 maggio 2017 - 25 maggio 2022 cessato)
- Vescovo Francesco Savino, dal 25 maggio 2022

### Segretari generali
- Arcivescovo Giovanni Urbani † (1952 - 1953)
- Arcivescovo Alberto Castelli † (6 agosto 1954 - 1966)
- Arcivescovo Andrea Pangrazio † (8 agosto 1966 - 4 settembre 1972 cessato)
- Arcivescovo Enrico Bartoletti † (4 settembre 1972 - 5 marzo 1976 deceduto)
- Vescovo Luigi Maverna † (19 marzo 1976 - 25 marzo 1982 nominato arcivescovo di Ferrara e vescovo di Comacchio)
- Vescovo Egidio Caporello † (24 luglio 1982 - 28 giugno 1986 nominato vescovo di Mantova)
- Arcivescovo Camillo Ruini (28 giugno 1986 - 7 marzo 1991 nominato presidente)
- Arcivescovo Dionigi Tettamanzi † (14 marzo 1991 - 20 aprile 1995 nominato arcivescovo di Genova)
- Arcivescovo Ennio Antonelli (26 maggio 1995 - 5 aprile 2001 nominato arcivescovo di Firenze)
- Vescovo Giuseppe Betori (5 aprile 2001 - 8 settembre 2008 nominato arcivescovo di Firenze)
- Vescovo Mariano Crociata (25 settembre 2008 - 19 novembre 2013 nominato vescovo di Latina-Terracina-Sezze-Priverno)
  - Vescovo Nunzio Galantino (28 dicembre 2013 - 25 marzo 2014 nominato segretario generale) (ad interim)
- Vescovo Nunzio Galantino (25 marzo 2014 - 26 giugno 2018 nominato presidente dell'Amministrazione del patrimonio della Sede Apostolica)
- Vescovo Stefano Russo (28 settembre 2018 - 7 maggio 2022 nominato vescovo di Velletri-Segni)
- Arcivescovo Giuseppe Baturi, dal 5 luglio 2022

### Sottosegretari
- Presbitero Carlo Ghidelli (gennaio 1983 - ottobre 1986 nominato assistente ecclesiastico generale dell'Università Cattolica del Sacro Cuore)
- Presbitero Bassano Staffieri † (12 gennaio 1987 - 11 luglio 1989 nominato vescovo di Carpi)
- Presbitero Riccardo Antonio Menegaldo † (12 gennaio 1987 - 2003 cessato)
- Presbitero Gervasio Gestori † (settembre 1989 - 21 giugno 1996 nominato vescovo di San Benedetto del Tronto-Ripatransone-Montalto)
- Presbitero Luigi Trivero † (gennaio 1994 - settembre 2005 cessato)
- Presbitero Giuseppe Betori (settembre 1996 - 5 aprile 2001 nominato segretario generale)
- Presbitero Piergiuseppe Vacchelli (settembre 1996 - 24 maggio 2008 nominato segretario aggiunto della Congregazione per l'evangelizzazione dei popoli e presidente delle Pontificie Opere Missionarie)
- Presbitero Domenico Mogavero (15 maggio 2001 - 22 febbraio 2007 nominato vescovo di Mazara del Vallo)
- Presbitero Mauro Rivella (marzo 2007 - marzo 2012 cessato)
- Presbitero Domenico Pompili (28 gennaio 2009 – 15 maggio 2015 nominato vescovo di Rieti)
- Presbitero Bassiano Uggè (marzo 2012 - 7 settembre 2015 nominato vicario generale di Lodi)
- Presbitero Giuseppe Baturi (2 ottobre 2015 - 16 novembre 2019 nominato arcivescovo di Cagliari)
- Presbitero Ivan Maffeis (2 ottobre 2015 - 24 settembre 2020 cessato)
- Presbitero Roberto Malpelo (24 settembre 2020 - 22 maggio 2024 cessato)
- Presbitero Valentino Bulgarelli, dal 24 settembre 2020
- Presbitero Michele Gianola, dal 24 settembre 2020
- Presbitero Gianluca Marchetti, dal 25 gennaio 2023

## Uffici e servizi pastorali
- Ufficio catechistico nazionale
- Ufficio liturgico nazionale
- Ufficio nazionale per la pastorale della salute
- Ufficio nazionale per la pastorale della famiglia
- Ufficio nazionale per la cooperazione missionaria tra le Chiese
- Ufficio nazionale per l'educazione, la scuola e l'università
- Ufficio nazionale per i problemi sociali e il lavoro
- Ufficio nazionale per le comunicazioni sociali
- Ufficio nazionale per i beni culturali ecclesiastici e l'edilizia di culto
- Ufficio nazionale per la pastorale del tempo libero, turismo e sport
- Ufficio nazionale per i problemi giuridici
- Servizio nazionale per la pastorale giovanile
- Servizio nazionale per il progetto culturale
- Servizio per gli interventi caritativi a favore dei Paesi del terzo mondo
- Servizio informatico
- Servizio per la promozione del sostegno economico alla Chiesa cattolica
- Servizio nazionale per l'insegnamento della religione cattolica
- Osservatorio giuridico-legislativo
- Economato e amministrazione